# أدب قلطي

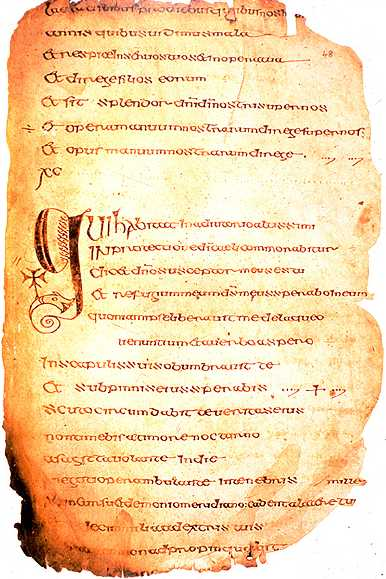
صور لحروف وطريقة الكتابة بلغة القلطية.

يُستخدَم مصطلح الأَدَبِ القِلْطِيِّ في السياق الأكاديمي الدقيق من قِبل القلط للدلالة على مجموعة من المؤلفات المكتوبة باللغة القلطية وتشمل اللغة الأيرلندية، والويلزية، والكورنية، والمنكية، والغيلية الاسكتلندية، والبريتانية إما في شكلها القديم أو الحديث.
من ناحية الأخرى، يُستخدم المصطلح في سياق شعبي للدلالة إلى الأدب المكتوب في اللغة غير القلطية، لكنه على الرغم من ذلك نشأ في الأمة القلطية ويعرض الموضوعات والمواد التي حُددت «بالقلطية». ومن الأمثلة على هذا الأدب الرومانسية الآرثرية من العصور الوسطى المكتوب باللغة الفرنسية الموجهة بشكل كبير من المصادر القلطية، أو المحتوى الأدبي الحديث المكتوب باللغة الإنجليزية من قبل كتّاب ذوي نسب أيرلندي، وويزلي، وكورني، ومنكي، واسكتلندي، وبريتاني. يمكن أن يندرج الأدب في اللغة الاسكتلندية والأولسترية الأسكتلندية ضمن هذا السياق. تتباين إمكانية تطبيق مصطلح «الأدب القلطي» في أوسع معانيه على نطاق واسع مثل استخدام مصطلح «القلطي» ذاته.

## الأدب القلطي المبكر
اعُّتمد الأدب واللغة الغيلية في أيرلندا، غرب اسكتلندا بين القرنين الرابع والسادس. حتى تطور الأدب الإسكتلندي الغيلي وأصبح له هوية متميزة، كان هناك معيار أدبي مشترك بين أيرلندا الناطقة باللغة الغيلية والأسكتلندية. نشرت البعثة الهايبرنية الأسكتلندية المسيحية منذ القرن السادس عشر ورسخت الأديرة ومراكز الكتابة. يتضمن الأدب الغيلي في اسكتلندا المهرجانات، ويُنسب إلى راهب أيرلندا أدمونان، ملك بيكتيون بريدي (671–93) النصر على نورثمبريا في معركة دون نيشتان (685). لم تترك اللغة البكتية المنقرضة من اللغة البريثونية المستخدمة الآن في اسكتلندا أي سجل من الشعر، لكن الشعر المكتوب في اللغة الغيلية لملوك بيكتيون معرف. بحلول القرن التاسع عشر، سيطر المتكلمون باللغة الغيلية على أراضي البيكت، واسُّتخدمت اللغة الغيلية في اسكتلندا على نطاق واسع وأصبحت اللغة الأدبية هناك. كان هناك تبادل ثقافي كبير بين اسكتلندا وأيرلندا، وكتب الشعراء الأيرلنديين لرعايا البيكت أو اسكتلندا. يُشار إلى كتاب ذا بوك أوف دير، وهو كتاب مقدس يعود إلى القرن العاشر الميلادي مع إضافات من أوائل القرن الثاني عشر باللغة اللاتينية والأيرلندية القديمة والغيلية الاسكتلندية، باحتوائه على أقدم الكتابات الناجية باللغة الغيلية من اسكتلندا.
في الأدب الويلزي في العصور الوسطى تُعرف الفترة قبل 1100 بفترة «أوائل الشعراء» أو «الشعر القديم». يعود تأريخها منذ ميلاد اللغة الويلزية حتى وصل النورمان إلى ويلز بحلول نهاية القرن الحادي عشر. ياغوديثنغ هي قصيدة ويلزية تحتوي على سلسلة من المرثيات (هي قصيدة حزينة، حيث تعتبر في الأدب الإنجليزي، قصيدة للتفكير المؤثر، والجاد، والحزين، وعادة ما تكون قصيدة في «رثاء للموتى») لرجال بريطونيين قلطيين في مملكة غوديثنغ مع حلفائها الذين، وفقًا للتفسير التقليدي، قُتلوا في مواجهتم لشعب أنجل في ديرا وبرنيسيا في مكان يُسمى كاتريث في 600 بعد الميلاد. يُنسب إلى الشاعر أنيرين، مخطوطة واحدة ناجية فقط تُعرف باسم كتاب أنيرين. سُجلت القصيدة في مخطوطة في النصف الثاني من القرن الثالث عشر، ويعود تأريخها إلى ما بين القرن السابع وبداية القرن الحادي عشر. كُتب النص في تهجئة اللغة الويلزية الوسطى وجزئيًا في اللغة الويلزية القديمة. يعود التأريخ الشفوي إلى بعد المعركة بفترة قصيرة، ومن المفترض أن الشمال القديم ممكن أن يكون اختلاف الكومبريك عن اللغة البريثونية. يعتبر البعض أنه إن كان العمل الشعري يعود إلى ويلز العصور الوسطى، فلا بد أن يكون العمل كُتب في القرن التاسع أو العاشر أو الحادي عشر. وإن كان تاريخ كتابته يعود للقرن التاسع، فهذا سيجعله واحدًا من أقدم الأعمال الويلزية الشعرية الناجية.
الاسم مابينوغيون هو التسمية المناسبة لمجموعة مكونة من إحدى عشرة قصة نثرية جُمعت من مخطوطتين تعودان للويلزية في العصور الوسطى، تُعرف باسم كتاب رودريش الأبيض (1350) وكتاب هيرجست الأحمر (1382–1410). كُتبت بالويلزية الوسطى وهي اللغة الأدبية الشائعة بين نهاية القرن الحادي عشر والقرن الرابع عشر. تتضمن أربع قصص عن (« الفروع الأربعة لمابينوغيون»). تصور القصة الأساطير القلطية التي تعود لقبل المسيحية، والأعمال الأدبية من القصص الخرافية العالمية، والتقاليد التاريخية التي تعود للعصور الوسطى المبكرة. في حين أن بعض التفاصيل تعيدنا إلى العصور الحديدية القديمة، كُل من هذه القصص هي نتاج التطور الكبير في تقليد السرد الويلزي في العصور الوسطى، لكل من السرد الشفهي والمكتوب. كانت السيدة شارلوت غيست أول من نشر الترجمة الإنجليزية، مع تعميم الاسم «مابينوغيون» في نفس الوقت.
لم ينجُ الأدب الكورني من الفترة البدائية الكورنية (600-800 قبل الميلاد). يعود أول تسجيل مكتوب في اللغة الكورنية إلى القرن التاسع، يظهر في الحاشية (تعليق يكتب على هامش الصفحة أو بين أسطرها، ويراد بها في الغالب تفسير ألفاظ مبهمة جاء ذكرها في المتن) في مخطوطة لاتينية فلسفة السلوان.

## صحوة الأدب في اللغة غير القلطية
أعادت الصحوة الغيلية تقديم المواضيع القلطية في الأدب الحديث. شجع مصطلح القلطية على الإخصاب التهجينى بين الثقافة القلطية.
تستند نصوص حديثة إلى الأدب القلطي. كتب برنارد كورنويل عن الأساطير الآرثرية في سلسلته سجلات الحرب. من الكتّاب الآخرين في الأدب القلطي في الإنجليزية ديلان توماس، وسيان جيمس. 

## مواضيع من الأدب القلطي في نطاق الرومانسية الآرثرية
من الممكن ملاحظة تأثير الأدب والتراث القلطي على النصوص الآرثرية. ومن الأمثلة على الأساطير الآرثرية في هذه المكونات هو عمل ماري دي فرانس لانفال وقصة سير غواين والفارس الأخضر، وبيركفال دي ترويس، وقصة الكأس المقدسة. في عمله «عناصر القلطية في لانفال، وغرالينت» يدعي روس أن لانفال هي رواية تعود للعصور الوسطى وتسمى «برينتون لي» وهو عمل يحتوي على مواضيع من التقليد القلطي. يقال أن سير غواين، والفارس الأخضر يحتويان على تقاليد من المعرفة الآيرلندية المبكرة، مثل اختبار قطع الرؤوس. بالإضافة إلى السير غواين، والفارس الأخضر، ولانفال، وبيركفال، تحتوي قصة الكأس المقدس على مزيج من هذين الموضوعين القلطيين. هناك قصص أخرى يمكن دراسة العنصر القلطي فيها، لكن هذه الأمثلة الثلاث هي الأكثر وضوحًا.
من الجوانب المهمة في الأدب القلطي في «لانفال» هو الموضوع نفسه، تدور القصة حول عاشقة جنية تقع في حب بشري. في لانفال يصبح فارس البلاط غير المعروف حبيب امرأة غامضة وأخرويّة. على الرغم من نكثه بالوعد الذي قطعه بأن يبقى حبهما سرًا، عاد إليها (ماري دي فرانس 154-167). يذكر كروس أنه «اعُّترف منذ زمن طويل بتأثر رومانسية العصور الوسطى بالقصص القلطية ومنها قصة الجنية والرحلة إلى العالم الآخر». في حين إننا لا نعرف أبدًا ما إذا كان حبيبة لانفال جنية أم لا، إلا أنه من المؤكد أنها امرأة من أصل خارق. يوجد مثال مشابه لقصة «لانفال» في القصة الأيرلندية «أيداد مرتشارتغ ابن أيركا». أحد الاختلافات الوحيدة بين القصص الأيرلندية الأصلية وقصة «لانفال» هي حقيقة أن قصة ماري دي فرانس أكثر مسيحية وتمحي أي عنصر وثني بشكل واضح. هناك أيضًا العديد من الأمثلة الأخرى عن جنية تمنح حبها لبشري هالك في التراث الأيرلندي.
في «السير غواين والفارس الأخضر» فاختبار قطع الرأس هو الموضوع السائد. وفقًا لمقال أليس بوكانان «الإطار الأيرلندي للسير غواين والفارس الأخضر» تقول بوكانان «إن موضوع نصوص قطع الرؤوس، الذي ذُكر في الرومانسية الآرثرية والفرنسية والإنجليزية والألمانية، من حوالي 1180-1380، مستمد من التقاليد الأيرلندية الموجودة فعلا في أم أس المكتوبة قبل 1106». في «السير غواين والفارس الأخضر» إن رأس غواين هو المعرض للخطر. ومن هنا بدأت «لعبة قطع الرؤوس» عندما يسمح منافس خارق للطبيعة بقطع رأسه في مقابل ضربة معاكسة. في المقالة الصحفية «عقلية العصور الوسطى في السير غواين والفارس الأخضر يذكر كاتب المقال دين لوغانبيل أن أول نص تظهر فيه (لعبة قطع الرأس) هو في القصص الأيرلندية الوسطى في احتفالية بريكريو». تشير المقالة أيضًا إلى أنه كثيرًا ما ذُكر أن شاعر غواين كان أول من جمع لعبة قطع الرأس مع مواضيع المغريات.